# Рябинівська сільська рада
Ряби́нівська сільська́ ра́да — колишній орган місцевого самоврядування в Великописарівському районі Сумської області. Адміністративний центр — село Рябина.

## Загальні відомості
- Населення ради: 1 607 осіб (станом на 2001 рік)

## Географія
Рябинівська сільська рада розташовата у південній частині району і на півдні межує з Харківською областю.

## Населені пункти
Сільській раді підпорядковані населені пункти:
- с. Рябина
- с. Катеринівка

## Склад ради
Рада складається з 16 депутатів та голови.
- Голова ради: Павлушенко Сергій Петрович
- Секретар ради: Савченко Надія Іванівна

### Керівний склад попередніх скликань
| Прізвище, ім'я, по батькові | Основні відомості                                                          | Дата обрання | Дата звільнення |
| --------------------------- | -------------------------------------------------------------------------- | ------------ | --------------- |
| Маляр Іван Васильович       | Сільський голова, 1950 року народження, член Соціалістичної партії України | 26.03.2006   | 31.10.2010      |
| Павлушенко Сергій Петрович  | Сільський голова, 1986 року народження, освіта вища, член Партії регіонів  | 31.10.2010   |                 |

Примітка: таблиця складена за даними сайту Верховної Ради України